# Mirosternus latifrons
Mirosternus latifrons är en skalbaggsart som beskrevs av Perkins 1910. Mirosternus latifrons ingår i släktet Mirosternus och familjen trägnagare. Inga underarter finns listade i Catalogue of Life.